# Deutsche Schwimmmeisterschaften 2005
Die 117. Deutschen Meisterschaften im Schwimmen fanden vom 21. bis 26. Mai 2005 in der Schwimm- und Sprunghalle im Europasportpark Berlin statt und wurden vom Deutschen Schwimm-Verband organisiert. Während der Meisterschaften wurden insgesamt vier neue deutsche Rekorde sowie von Janine Pietsch ein neuer Weltrekord über 50 m Rücken aufgestellt.
| Disziplin           | Männer                         | Männer                         | Männer    | Frauen                                | Frauen                                | Frauen     |
| Disziplin           | Name                           | Verein                         | Zeit      | Name                                  | Verein                                | Zeit       |
| ------------------- | ------------------------------ | ------------------------------ | --------- | ------------------------------------- | ------------------------------------- | ---------- |
| 50 m Freistil       | Rafed El-Masri                 | SG Neukölln                    | 00:22,61  | Sandra Völker                         | Berliner TSC                          | 00:25,56   |
| 100 m Freistil      | Marco di Carli                 | SV Sigiltra Sögel              | 00:49,53  | Daniela Götz                          | SSG 81 Erlangen                       | 00:54,29   |
| 200 m Freistil      | Paul Biedermann                | SV Halle                       | 01:48,73  | Petra Dallmann                        | SV Nikar Heidelberg                   | 02:00,95   |
| 400 m Freistil      | Christian Hein                 | SG EWR Rheinhessen             | 03:51,81  | Jana Henke                            | OSC Potsdam                           | 04:12,24   |
| 800 m Freistil      | Christian Hein                 | SG EWR Rheinhessen             | 07:56,51  | Jana Henke                            | OSC Potsdam                           | 08:37,27   |
| 1500 m Freistil     | Christian Hein                 | SG EWR Rheinhessen             | 15:13,77  | Jana Henke                            | OSC Potsdam                           | 16:22,77   |
| 50 m Brust          | Mark Warnecke                  | SG Essen                       | 00:27,44* | Janne Schäfer                         | TV Jahn Wolfsburg                     | 00:31,68   |
| 100 m Brust         | Mark Warnecke                  | SG Essen                       | 01:01,71  | Vipa Bernhardt                        | SG Frankfurt                          | 01:09,26   |
| 200 m Brust         | Johannes Neumann               | DJK SB Regensburg              | 02:15,22  | Anne Poleska                          | SG Essen                              | 02:27,77   |
| 50 m Schmetterling  | Thomas Rupprath                | Wfr. 98 Hannover               | 00:23,59* | Antje Buschschulte                    | SC Magdeburg                          | 00:26,89   |
| 100 m Schmetterling | Helge Meeuw                    | SC Wiesbaden                   | 00:52,53  | Annika Mehlhorn                       | SG ACT/Baunatal                       | 00:59,31   |
| 200 m Schmetterling | Helge Meeuw                    | SC Wiesbaden                   | 01:56,61  | Annika Mehlhorn                       | SG ACT/Baunatal                       | 02:09,54   |
| 50 m Rücken         | Stev Theloke                   | Schwimmclub Chemnitz           | 00:25,56  | Janine Pietsch                        | SC Delphin Ingolstadt                 | 00:28,19** |
| 100 m Rücken        | Helge Meeuw Marco di Carli     | SC Wiesbaden SV Sigiltra Sögel | 00:54,78  | Antje Buschschulte                    | SC Magdeburg                          | 01:00,98   |
| 200 m Rücken        | Sebastian Halgasch             | SC DHfK Leipzig                | 02:00,21  | Annika Liebs                          | SV Würzburg 05                        | 02:12,18   |
| 200 m Lagen         | Dominique Lendjel              | VfL Sindelfingen               | 02:02,61  | Teresa Rohmann                        | SSG 81 Erlangen                       | 02:13,40   |
| 400 m Lagen         | Lukasz Woijt                   | EOSC Offenbach                 | 04:21,79  | Teresa Rohmann                        | SSG 81 Erlangen                       | 04:44,62   |
| 4 × 100 m Freistil  | SV Wasserfreunde 1898 Hannover | SV Wasserfreunde 1898 Hannover | 03:17,94* | SG Bayer Wuppertal/Uerdingen/Dormagen | SG Bayer Wuppertal/Uerdingen/Dormagen | 03:52,56   |
| 4 × 200 m Freistil  | SG EWR Rheinhessen             | SG EWR Rheinhessen             | 07:26,31  | SG Hildesheim                         | SG Hildesheim                         | 08:18,59   |
| 4 × 100 m Lagen     | SV Wasserfreunde 1898 Hannover | SV Wasserfreunde 1898 Hannover | 03:41,55* | SG Hildesheim                         | SG Hildesheim                         | 04:13,21   |

(*: neuer deutscher Rekord, **: neuer Weltrekord)